# Mouvement démocratique serbe du renouveau
Le Mouvement démocratique serbe du renouveau (en serbe : Српски Демократски Покрет Обнове et Srpski Demokratski Pokret Obnove), en abrégé СДПО et SDPO, est un parti politique monarchiste de Serbie. Il est dirigé conjointement par Veroljub Stevanović et par Vojislav Mihailović, le petit-fils du général tchetnik Draža Mihailović.
Le mouvement démocratique serbe du renouveau a été créé le 14 mai 2005 à Ravna Gora. Il est né d'une scission à l'intérieur du Mouvement serbe du renouveau (SPO), provoquée par des désaccords avec le chef du parti Vuk Drašković et avec sa femme, Danica Drašković. Sur les 13 députés que le Mouvement comptait au Parlement de Serbie après les élections de 2003, 9 rejoignirent le nouveau SDPO, les autres restant fidèles à Drašković et au SPO.
Le SDPO entretient d'étroites relations avec le Parti démocratique de Serbie du premier ministre Vojislav Koštunica.
Le SDPO est membre, sur le plan international, de la Conférence monarchiste internationale.